# Club Olimpia (baloncesto)
Olimpia Kings es el nombre que recibe el equipo de baloncesto del Club Olimpia de Paraguay.
Es la entidad con más éxitos en el baloncesto paraguayo, pues posee la mayor cantidad de campeonatos nacionales ganados, tanto en la rama masculina (34) como en la femenina (15) de la Primera División de Baloncesto de Paraguay.
En el 2016 se armó un plantel muy competitivo para pelear el torneo, llegaron figuras de renombres tanto del plano local como del internacional, asimismo renovaba la imagen del club, naciendo de esa manera Olimpia Kings. Con Juan Pablo Feliú a la cabeza, el equipo se coronó campeón del torneo Clausura y luego del absoluto, rompiendo así una racha de 22 años de sequía; la seguidilla de títulos continuaría en el campeonato Apertura y Clausura 2017 como también el Apertura 2018, logrando el tetracampeonato. La estrella número 34 llegaría en el Torneo Apertura 2019, de la mano del entrenador Carlos Romano.
Además, ha obtenido el único título internacional logrado por un conjunto paraguayo a nivel de clubes, coronándose campeón del Campeonato Sudamericano de Clubes Campeones alcanzado en 1953.

## Jugadores destacados
- Eric Dawson
- Walter Baxley
- Juan Pablo Cantero
- Roquez Johnson
- Brandon Bowman
- Rodney Green
- Michael Hicks
- Donovan Marshall
- Rashaun Freeeman
- Anthony Young
- Édison Ortíz
- Édgar Riveros
- Guillermo Araújo Cappello
- Luis Ljubetic
- Adolfo López
- Alejandro Peralta
- Javier Martínez

## Palmarés

### Torneos internacionales: Masculino
- Campeonato Sudamericano de Clubes Campeones (1): 1953.

### Torneos Nacionales: Masculino
- Campeonatos nacionales (35): 1937, 1942, 1943 (Invicto), 1944, 1946, 1947, 1948, 1949, 1950, 1951 (Invicto), 1952 (Invicto), 1953 (Invicto), 1954, 1955, 1956, 1957, 1959, 1960, 1966, 1970, 1971, 1973, 1976, 1978, 1980, 1981, 1988, 1992, Metropolitano 1994, 2016,  Apertura 2017, Clausura 2017, Apertura 2018, Apertura 2019 y Apertura 2025.
- Copa Estadio Comuneros (2): 2012 (invicto), 2015.[4]

### Torneos Nacionales: Femenino
- Campeonatos nacionales (16): 1958, 1960, 1972, 1991, 1993, 1995, 1996, 1998, 2002, 2004, 2005, 2007, 2009, 2010, 2011, 2017.